# 닭고기 므왐바
닭고기 므왐바(---mwǎmba) 또는 닭고기 녬브웨(---nyembwe)는 중앙아프리카의 닭고기 요리이다. 닭고기를 향신료, 므왐바와 끓여 만드는 음식으로, 가봉, 앙골라, 콩고 공화국, 콩고 민주 공화국에서 국민 음식 가운데 하나로 여겨진다.

## 이름
가봉에서 풀레 녬브웨(프랑스어: poulet nyembwe), 앙골라에서 모암바 드 갈리냐(포르투갈어: moamba de galinha), 콩고 공화국과 콩고 민주 공화국에서 풀레 모앙브(프랑스어: poulet moambe)로 불린다.
링갈라어 "므왐바(mwǎmba)"와 미예네어 "녬브웨(nyembwe)"는 기름야자의 과육에서 얻은 팜버터를 일컫는 말이다. 프랑스어 "모앙브(moambe)"와 포르투갈어 "모암바(moamba)"는 링갈라어 "므왐바"에서 빌려온 외래어이며, 프랑스어 "풀레(poulet)"와 포르투갈어 "갈리냐(galinha)"는 "닭고기"를 뜻한다.

## 만들기

### 가봉
훈제하거나 구운 닭고기를 사용한다. 기름에 양파, 마늘 등을 볶다가 팜버터, 물, 월계수 잎, 채소(피망, 가지 등)와 닭고기를 넣고 조린다.

### 앙골라
닭고기를 간마늘과 소금, 백후추, 레몬즙 등으로 양념해 재어 둔다. 기름에 마늘, 양파 등을 볶다가, 닭고기, 팜버터(또는 땅콩버터), 물(또는 육수), 월계수 잎, 토마토와 다른 채소(오크라, 가지, 피망 등)를 넣고 조린다.

## 같이 보기
- 기름야자 수프